# Ukraine NOW

Logo da campanha

Ukraine NOW é uma campanha de marketing com o objectivo de colocar a Ucrânia no mapa como uma marca no exterior. O objectivo passa por criar uma marca internacional que atraia investidores e atraia turistas. A marca foi desenvolvida pela Agência Banda.
Ukraine NOW foi oficialmente endossada pelo Governo da Ucrânia em 10 de maio de 2018, e a campanha foi relançada em 2020.
A campanha recebeu o prémio internacional Red Dot Design em 2018, e também recebeu o Prémio de Marketing de Raios-X em 2018.